# Varkaus
Varkaus es una ciudad industrial y municipio de Finlandia ubicado en la región de Savonia del Norte.
En 2022, el municipio tenía una población de 19 764 habitantes, de los que más de dieciocho mil vivían en la propia ciudad. Cubre un área de 524.96 km² de los cuales 139.27 km² son de agua. La densidad poblacional es de 47,11 habitantes por km².
La municipalidad es unilingüista finés. Curiosamente, 'Varkaus' se traduce como ladrón, aun cuando no es la razón del nombre de la ciudad. En antiguo finlandés, la misma palabra significa estrecho, y esta ciudad se ubica en el distrito del lago.
La ciudad se encuentra en estrechos entre dos partes del Lago Saimaa. Una extensión del Canal de Saimaa pasa a través del casco urbano.
La localidad se transforma en un centro industrial a finales del siglo XIX con los molinos de papel de A. Ahlström. Durante la guerra civil finlandesa en 1918 el pueblo fue tomado por "los rojos", pero debido a su aislada ubicación en la Finlandia rural, fue prontamente tomada por "los blancos".

## Ciudades hermanas
Varkaus es Ciudad hermana de:
| - Lu'an, China - Nakskov, Dinamarca - Rjukan, Noruega - Sandviken, Suecia | - Petrozavodsk, Rusia - Rüsselsheim, Alemania - Pirna, Alemania - Zalaegerszeg, Hungría |